# Стинавка
Сти́навка — річка в Українських Карпатах, у межах Дрогобицького і Стрийського районів Львівської області. Ліва притока Стрию (басейн Дністра).

## Опис
Довжина Стинавки 27 км, площа басейну 79,1 км². Долина V-подібна, завширшки від 50—100 м у верхів'ї до 250—300 м у пониззі. Річище слабозвивисте, завширшки до 6—8 м. Глибина 0,3—0,5 м. Похил річки 19 м/км. Характерні паводки, іноді дуже руйнівні.

## Розташування
Стинавка бере початок на південних схилах хребта Цюхового (пол. Ciuchowy Dział) (942 м). Протікає між хребтами Орівської скиби — Цюховий, Комарницькі гори та Орівський, що у Верхньодністровських Бескидах.
Над Стинавкою лежать такі села: Орів, Верхня Стинава і Нижня Стинава. Річка протікає переважно з північного заходу на південний схід, і лише на західній околиці села Орова впродовж 2 км тече на північний схід. Впадає у Стрий між селами Нижнє Синьовидне і Любинці.
Головні притоки: Роп'яний (ліва); Довгий (права).